# Psolidothuria
Psolidothuria is een geslacht van zeekomkommers uit de familie Vaneyellidae.

## Soorten
- Psolidothuria octodactyla Thandar, 1998
- Psolidothuria yasmeena Thandar, 2006